# Halmstad HF
Der Halmstad HF (auch bekannt als Halmstad Hockey) ist ein 2006 gegründeter schwedischer Eishockeyklub aus Halmstad. Die Mannschaft spielt in der Hockeyettan.

## Geschichte
Der Halmstad HF wurde 2006 als Nachfolgeverein der ein Jahr zuvor in Konkurs gegangenen Halmstad Hammers gegründet. Der Mannschaft gelang in der Saison 2008/09 der Aufstieg in die drittklassige Division 1. In den folgenden Jahren konnte sich die Mannschaft in der Liga, die inzwischen Hockeyettan genannt wird, etablieren.